# Ditmar & Urbach
Ditmar – Urbach (též Ditmar & Urbach, po roce Sanvit Teplice) je název podniku zabývajícího se výrobou keramiky a porcelánu v Teplicích-Trnovanech. Do roku 2005 společnost používala ochrannou známku DITURVIT.

## Historie
Původní továrna byla založena bratry Alfredem a Ottem Urbachovými v roce 1885 v Trnovanech u Teplic. Jejich výroba spočívala především v produkci keramických figurek a později přibyla užitná keramika, vázy, popelníky, dekorativní stojany, žardiniéry a misky či dekorativních podstavce stolních lamp.
Po roce 1901 byla výroba rozšířena o sanitární keramické produkty jako umyvadla, WC mísy, pisoáry apod., v jejichž výrobě firma pokračuje i v současnosti. 
V roce 1924 se teplická výrobna stala součástí a dceřinou společností Znojemské akciové společnosti Rudolfa Ditmara a byla přejmenována na Ditmar–Urbach. Nový majitel v následujících letech investoval do modernizace závodu a v roce 1925 byla zaregistrována ochranná známka s vyobrazením labutě.
Ve 20. letech se zde vyráběly oblíbené popelníky se zvířecími motivy, které se vyvážely do zahraničí i do zámoří.  
V roce 1932 společnost zásadně rozšířila výroba a zavedla produkci na bázi nové hmoty „Vitreous China“. Tyto hmotu s vysokou tvrdostí, pevností, nenasákavostí a trvanlivou glazurou si firma nechala patentovat pod značkou Diturvit.  
V době druhé světové války byla firma arizována a bratři Urbachové byli kvůli svému židovskému původu odvlečeni do koncentračního tábora v Terezíně, kde zahynuli. Podnik poté přešel do vlastnictví říše a produkce byla přeměněna na výrobu užitkové a zdravotní keramiky pro válečné potřeby a původní logo s labutí nahradila říšská orlice s hákovým křížem. 
Po válce byla společnost zestátněna, ovšem i v době komunistické totality si udržela zahraniční renomé. 
Po roce 1989 byl podnik odloučen od Keramických závodů Znojmo, přejmenován na Sanvit Teplice a úspěšně privatizován. V roce 1992 společnost odkoupil americký výrobce zdravotní keramiky Ideal Standard Europe Brusel a od ní v roce 2007 závod koupila společnost Bain Capital Partners , která v trnovanské továrně nadále vyrábí hlavně sanitární keramické výrobky, vodovodních baterií a dalších doplňků.